# يوسف العصيمي
يوسف العصيمي شاعر سعودي، عرف من خلال قصائده الحماسية في شاعر المليون وفي مهرجان الجنادرية، وهو حاصل على المركز الخامس في مسابقة شاعر المليون في موسمها الأول عام 2007م، وله العديد من المشاركات الشعرية المميزة من أبرزها إلقاء قصيدة مهرجان الجنادرية 30 عام 2016م أمام الملك سلمان بن عبد العزيز آل سعود، والمشاركة في ملتقى دبي للشعر الشعبي عام 2009م.

## أمسيات ومشاركات
- أمسية أقيمت في قاعة مركز الملك خالد الحضاري في بريدة عام 2007م بالاشتراك مع الشاعر محمد بن مريبد العازمي.[4]
- أمسية أقيمت ضمن أمسيات صيف الطائف الشعرية عام 2007م.[5]
- شارك في أمسيات صيف أبها عام عام 2008م التي رعاها أمير منطقة عسير (السابق) الأمير فيصل بن خالد بن عبد العزيز.[6]
- شارك في أمسيات ملتقى دبي للشعر الشعبي الثامن عام 2009م.[7]
- شارك في أمسيات مهرجان الجنادرية 25 عام 2010م.[8]
- إلقاء قصيدة افتتاح مهرجان الجنادرية 28 الذي رعاه الأمير متعب بن عبد الله بن عبد العزيز آل سعود عام 2013م.[9]
- إلقاء قصيدة افتتاح مهرجان الجنادرية 30 أمام الملك سلمان بن عبد العزيز آل سعود وضيوف المهرجان عام 2016م.[10]

## قصائده
من أشهر قصائد يوسف العصيمي قصيدة (بغداد) التي ألقاها في شاعر المليون، واستعرض فيها بلغة إنسانية معاناة الشعب العراقي اليومية، وحالة العراق مع الإرهاب والعنف والتفجيرات، ووصف فيها خصال الملك عبد الله بن عبد العزيز آل سعود وعدله وحكمته واصفاً إياه بسيف الأمة لما يبذله من جهود لتوحيد الأمة العربية، ويقول في القصيدة:
يا فكري المشغول للشعر ميعاد
خلك معي ساعات والوقت محدود
أنا هنا بيّن على روس الأشهاد
موجود في الصورة ولاني بموجود
تسري بي الأفكار واغيب وانقاد
وارحل عن الواقع ولا ودي أعود
هنا كسبت إعجاب أحبّة وحسّاد
وهناك لي موطن وتاريخ وحدود
ماني بناسي صبح بغداد الأمجاد
اللي حجب شمسه من الظلم بارود
أربع سنين وحزن بغداد يزداد
ساعاتها والناس وأيامها سود
ومن قصائده المشهورة أيضاً القصيدة التي ألقاها في افتتاح مهرجان الجنادرية عام 1434هـ (2013م) ويقول فيها:
مليكنا واسمه للأمجاد عنوان
والخير في ما قام فيه وسعى له
حنّا بخير من الحديثه لنجران
لا صار أبو متعب بخير وسهاله
والله ما قدّ ارتفع صوت الاذان
الا ورفعنا كفوفنا بالدعا له
اللي يقاسمنا السعادة والاحزان
إذا تعب ما هوب يتعب لحاله
لو كان فيه انسان يمرض عن انسان
والله لنمرض كل ابونا بداله

## الجوائز
حاصل على جائزة المفتاحة في الشعر الشعبي عام 1429هـ (2008م).